# Piratosa dybowskii
Piratosa dybowskii là một loài nhện trong họ Lycosidae.
Loài này thuộc chi Piratosa. Piratosa dybowskii được Wladislaus Kulczynski miêu tả năm 1885.